# Ямниця (притока Бистриці)

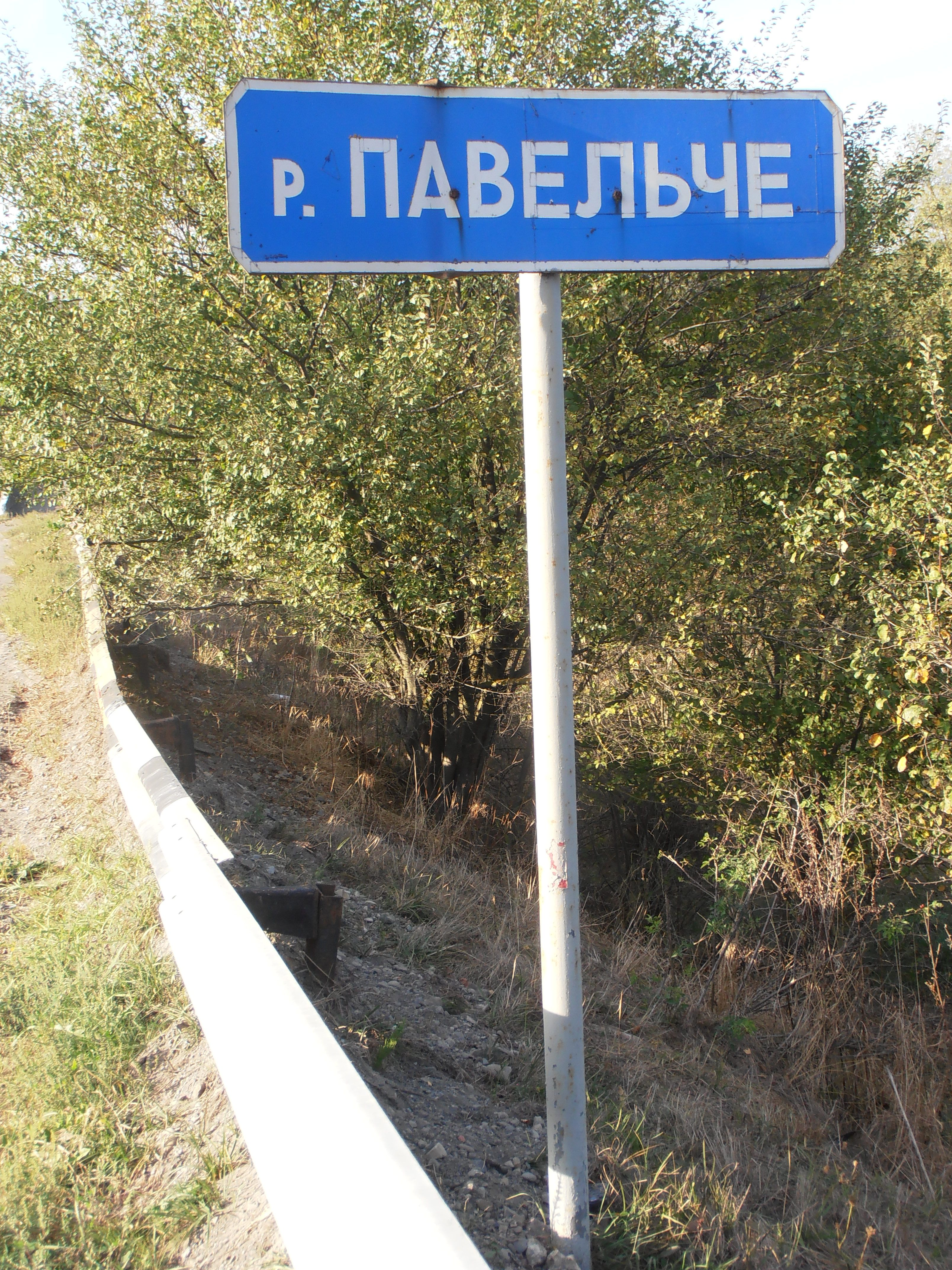
Табличка річки Павельча

Ямниця, Павелча, Павлівка (пол. Jamnica, Pawełcze) — річка в Україні, у Тисменицькому районі Івано-Франківської області у Галичині. Ліва притока Бистриці, (басейн Дністра).

## Опис
Довжина річки 18 км, найкоротша відстань між витоком і гирлом — 14,56  км, коефіцієнт звивистості річки — 1,23 . Формується багатьма безіменними струмками. Річка протікає у височині Передкарпаття.

## Розташування
Бере початок на південно-східній стороні від безіменної вершини (402,5 м) в урочищі Сибла-Пациківська. Тече переважно на північний схід через Рибне, Павлівку, Ямницю і впадає у річку Бистрицю, праву притоку Дністра, за 11 км від її гирла.

## Екологічний стан
Станом на вересень 2022 року була однією з найзабрудненіших річок області.

## Цікавий факт
- У селі Павлівка річку перетинає залізниця Івано-Франківськ — Стрий і автошлях Н10, а у селі Ямниця — залізниця Львів — Чернівці і автошлях Н09.